# Arnaud Robinet

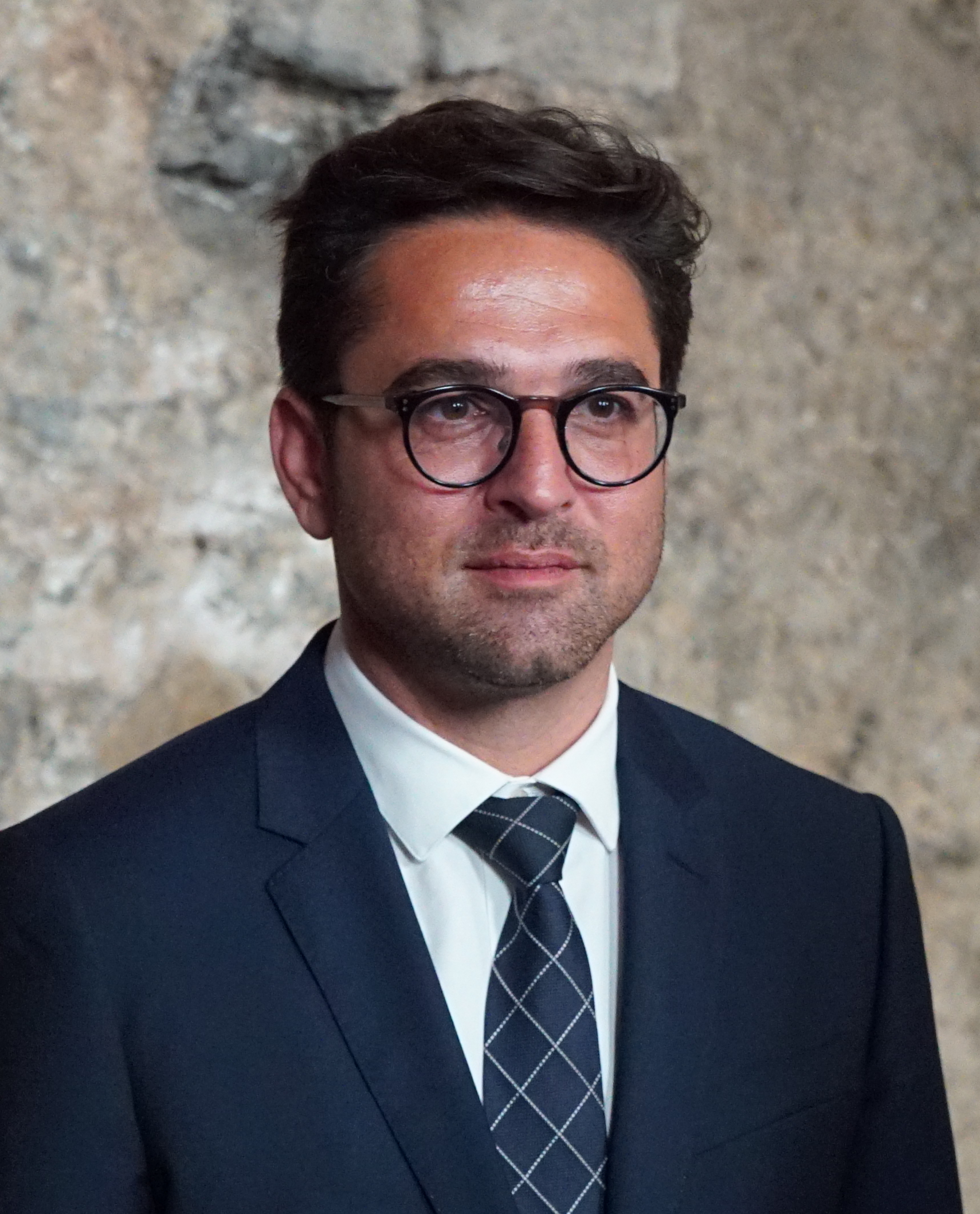
Robinet als Bürgermeister von Reims (2017)

Arnaud Robinet (* 30. April 1975 in Reims) ist ein französischer Politiker. Er war von 2008 bis 2017 Abgeordneter der Nationalversammlung.
Robinet war Medizinstudent, als ihm 2001 für die Démocratie libérale, der er seit 1998 angehörte, die Wahl in den Stadtrat von Reims gelang. Als solcher wurde er zum Vertrauten des Bürgermeisters Jean-Louis Schneiter. Dies verhalf ihm zu einer Kandidatur bei den Regionalwahlen 2004, die allerdings erfolglos blieb. Ende 2008 kandidierte Robinet bei einer Nachwahl im ersten Wahlkreis des Départements Marne zum Parlament, die nach dem Rücktritt des bisherigen Abgeordneten Renaud Dutreil nötig geworden war. Bei dieser gelang ihm für die UMP, in die die Démocratie libérale aufgegangen war, der Einzug in die Nationalversammlung. Dazu gelang ihm 2011 der Einzug in den Generalrat des Départements Marne. 2012 wurde er als Abgeordneter wiedergewählt. 

Bei den Kommunalwahlen 2014 wurde er zum Bürgermeister der Stadt Reims gewählt und trat dieses Amt am 4. April an. Im Oktober 2021 trat er der neugegründeten Partei Horizons bei.